# اندیس آهن اجت آباد
آهن اجت آباد یک اندیس فلزی است که در حوالی شهر جام استان سمنان قرار دارد و مادهٔ معدنی موجود در آن، آهن است.  